# Br-5 280mm臼砲
Br-5 280mm臼砲 (M1938)（ロシア語: 280-мм мортира образца 1939 года (Бр-5)）は第二次世界大戦期にソビエト連邦で開発された臼砲である。

## 概要
Br-5は、フランスから購入した280mmシュナイダー臼砲とロシア帝国の305mm榴弾砲 (M1915)をモデルとしている。
Br-18 305mm榴弾砲などのソ連の重砲開発に手広く携わるイリヤ・イワノフが設計主任となり、1937年から開発に着手。1939年6月頃に完成し、1939年内に20門、1940年に25門程度が生産された。
砲架及び揺架はBr-2 152mmカノン砲及びB-4 203mm榴弾砲と共通のもので、車輪ではなく装軌式になっているが、動力は内蔵しておらず、自走することはできない。移動の際には砲架尾部に1軸2輪の車輪を備えた砲車を装着し、砲牽引車による牽引を行う。この場合には15km/hで移動が可能だった。長距離を移動させる際には砲身と砲架を分割し、専用の砲車にて輸送された。
冬戦争におけるマンネルハイム線への攻撃や、1945年のケーニヒスベルクの戦いなどに運用された記録があり、バリケードや建造物の破壊が主な任務であった。移動可能な砲としては、列車砲を除けば当時ソ連が保有する中で最大の口径を誇り、またこの規模の火砲としては扱いやすく、目立った欠点も少なかったので、戦後も引き続き装備された。
第2次大戦後の1955年には独立した車輪架を片側2組、計4輪の大口径車輪を備える方式に改良され、Br-5M 280mm臼砲（ロシア語: 280-мм мортира образца Бр-5M）として1970年代まで現役であった。
また、本砲とその派生型の各重砲に用いられた特徴的な履帯式の砲架は、その後もソビエト/ロシアで開発されたいくつかの火砲のテストベッドとして用いられ、2A46 125mm戦車砲や2A88 152mm縦列連装榴弾砲（2S35 Koalitsia-SV（ロシア語: 2С35 «Коалиция-СВ» ）試作自走砲の搭載砲）等の開発時に用いられている。